# Чемпионат СССР по классической борьбе 1953
22-й чемпионат СССР по классической борьбе проходил в Ростове-на-Дону с 17 по 20 мая 1953 года. В соревнованиях участвовало 248 борца из 16 сборных команд союзных республик и городов Ленинграда и Москвы.

## Медалисты
| Весовая категория | Золото                                       | Серебро                                            | Бронза                                      |
| ----------------- | -------------------------------------------- | -------------------------------------------------- | ------------------------------------------- |
| Наилегчайший вес  | Валентин Широков Советская Армия (Львов)     | Александр Ильиных Советская Армия (Барнаул)        | Ф. Бабинич Советская Армия (Ленинград)      |
| Легчайший вес     | Владимир Сташкевич «Динамо» (Ростов-на-Дону) | Евгений Свиридов «Металлург» (Киев)                | А. Абрамов «Локомотив» (Москва)             |
| Полулёгкий вес    | Артём Терян «Динамо» (Кировобад)             | Степан Ропаев «Динамо» (Севастополь)               | И. Телков Советская Армия (Москва)          |
| Лёгкий вес        | Рубен Варданян «Искра» (Ереван)              | Николай Родин Рыбинск                              | Н. Пирцхалашвили «Динамо» (Тбилиси)         |
| Полусредний вес   | Григорий Гамарник «Динамо» (Киев)            | Л. Акопов «Искра» (Баку)                           | Юрий Зеленин «Торпедо» (Ташкент)            |
| Средний вес       | Гиви Картозия «Искра» (Тбилиси)              | Николай Белов «Динамо» (Москва)                    | Леонид Анфиногенов Советская Армия (Москва) |
| Полутяжёлый вес   | Аугуст Энглас Советская Армия (Таллин)       | Валентин Николаев Советская Армия (Ростов-на-Дону) | Михаил Стрижак «Искра» (Саратов)            |
| Тяжёлый вес       | Йоханнес Коткас «Динамо» (Таллин)            | Александр Мазур Советская Армия (Москва)           | Иван Богдан Советская Армия (Киев)          |